# S.S. Tavolara Calcio
Società Sportiva Tavolara Calcio là một câu lạc bộ bóng đá Ý đến từ Olbia, Sardinia.
Màu sắc của nó là xanh lá cây và trắng.

## Lịch sử
Tavolara được thành lập vào năm 1954 bởi sáng kiến của một nhóm thanh niên đến từ Olbia, ở quảng trường Santa Santa, bên cạnh Nhà thờ San Paolo. Trong lịch sử, đây là đội mạnh thứ 2 ở Olbia.
Tavolara trong mùa 2010-11, từ Serie D nhóm H xuống hạng đến Eccellenza Sardinia.

## Danh hiệu
- 2 Eccellenza Sardinia
- 2 Coppa di Sardegna
- 1 Coppa Sant'Antonio [1]
- 1 I Categoria
- 1 II Categoria